# محمد علي (ممثل باكستاني)
محمد علي (بالأردوية: محمد علی؛ بالإنجليزية: Mohammad Ali) هو ممثل باكستاني (وحمل سابقاً جنسية الراج البريطاني)، ولد في 19 أبريل 1931 في رامبور ‏ في الهند، وتوفي في 19 مارس 2006 في لاهور في باكستان بسبب نوبة قلبية. من الجوائز التي نالها جائزة نگار ‏.

## جوائز
- جائزة نگار [الإنجليزية]‏
- فخر الأداء
- تمغة الامتياز [الإنجليزية]‏

## وصلات خارجية
- محمد علي على موقع IMDb (الإنجليزية)
- محمد علي على موقع قاعدة بيانات الفيلم (الإنجليزية)